# Ceratiidae

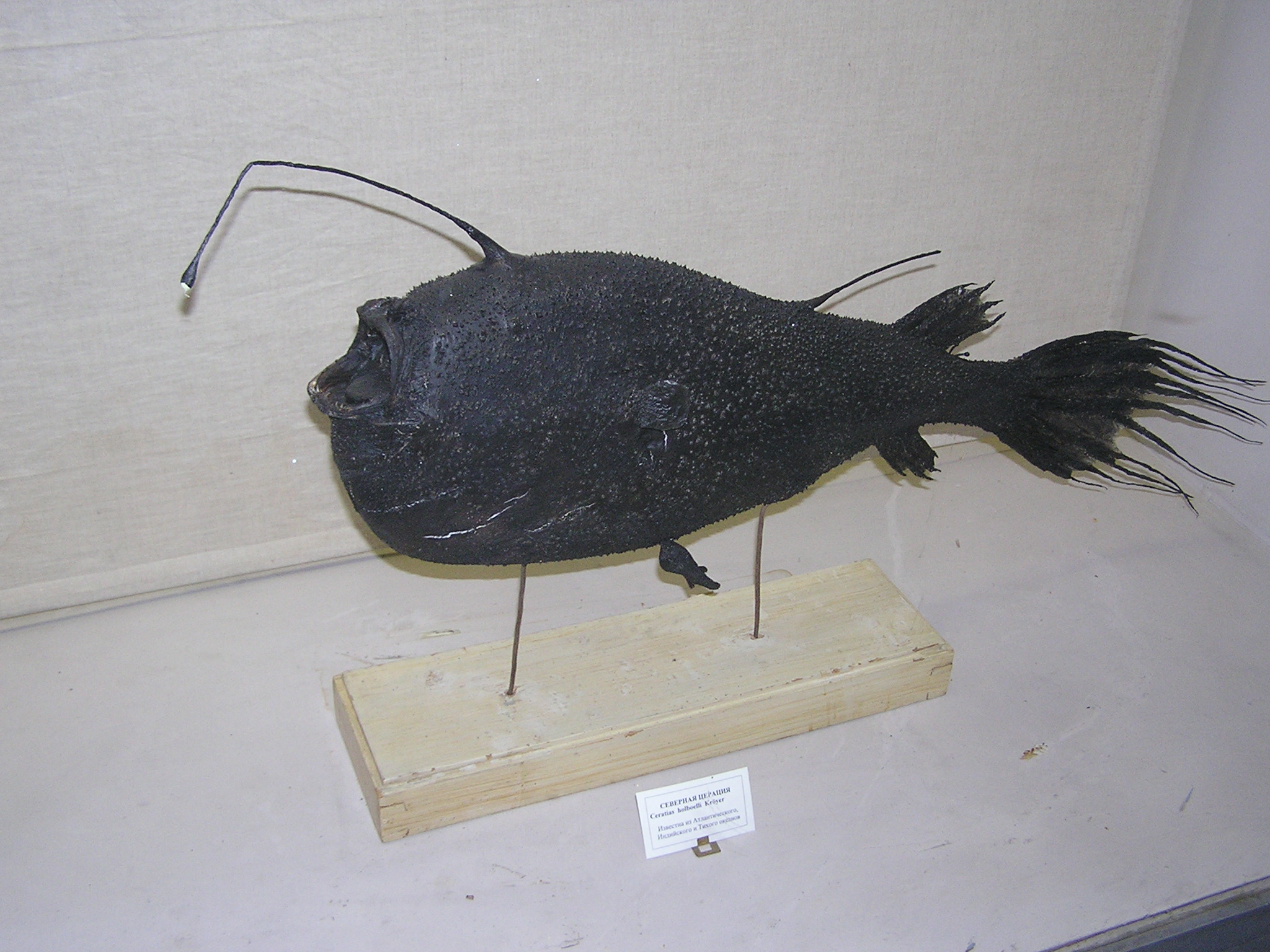
Ceratias holboelli hembra con macho parásito. Preparación en el Museo de Zoología de Sankt Petersburg.

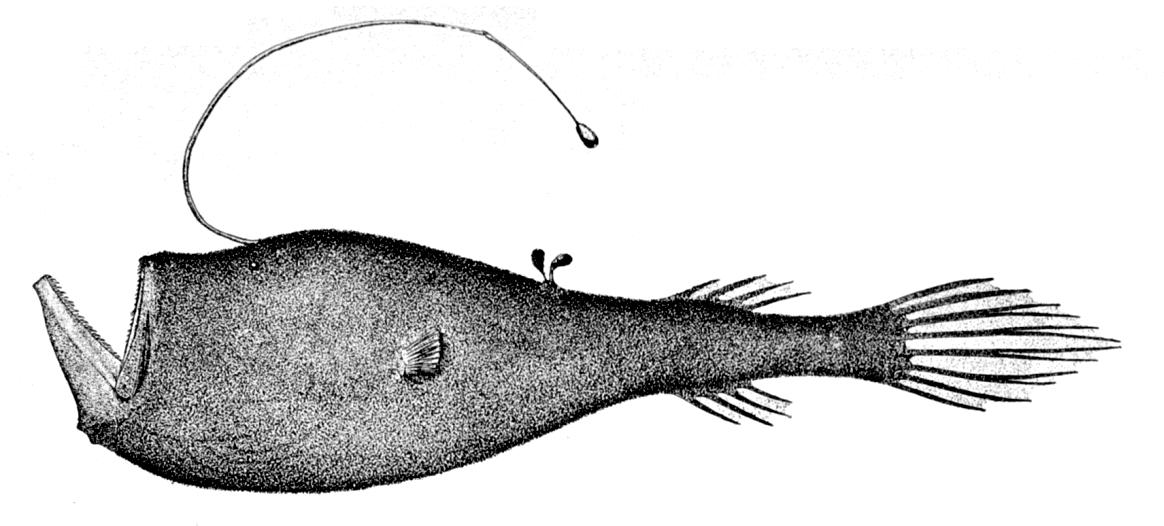
Ceratias uranoscopus.

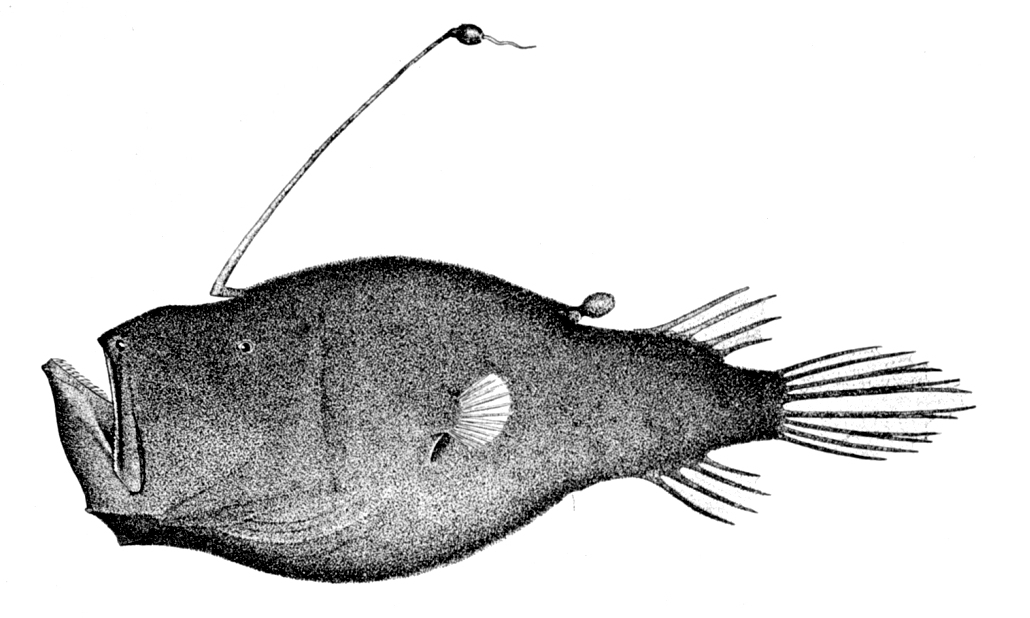
Cryptopsaras couesii.

Los demonios marinos, peces anzuelo, peces pescadores o cerátidos (Ceratiidae) son una familia de peces marinos de aguas profundas del orden Lophiiformes. Son especies que se distribuyen por casi todos los océanos profundos del planeta. Su nombre procede del griego keras, que significa "cuerno".

## Anatomía
Son especies de gran tamaño, con longitudes máximas oscilando entre los 77 cm y los 120 cm en Ceratias holboelli. Las hembras presentan carúnculas—apéndices carnosos diminutos—antes de la aleta dorsal de radios blandos, producto de una modificación de esta aleta; hendidura de boca vertical a fuertemente oblicua.

## Biología
Viven en el fondo abisal, cazando presas a las que atrae moviendo el apéndice largo similar a una caña de pesca en su dorso. La dificultad para encontrar pareja en la oscuridad del fondo abisal en el que viven, les ha llevado a evolucionar en el sentido de que las hembras, de gran tamaño, se convierten en hospedadoras de un pequeño macho, que cuando madura sexualmente se fusiona al cuerpo de la hembra y la parasita de por vida.

## Géneros y especies
Hay sólo 4 especies válidas, pertenecientes a 2 géneros:.
- Género Ceratias (Krøyer, 1845):
  - Ceratias holboelli (Krøyer, 1845)
  - Ceratias tentaculatus (Norman, 1930)
  - Ceratias uranoscopus (Murray, 1877)
- Género Cryptopsaras (Gill, 1883):
  - Cryptopsaras couesii (Gill, 1883)